# 7 × 64 mm
Die Patrone 7 × 64 mm (auch Kaliber 7 × 64) ist eine Büchsenmunition. Dabei steht die 7 für das Nennkaliber des Geschosses und die 64 für die Länge der  Patronenhülse in mm. Die 7 × 64 wird überwiegend als Jagdmunition eingesetzt.

## Entwicklung
Der Leipziger Wilhelm Brenneke entwickelte im Jahre 1917 die Patrone 7 × 64 mm sowie deren Randversion 7 × 65 mm R. Diese Patronen waren Brennekes Antwort auf die damals in den höchsten Tönen gelobte .280 Ross und die im Jahre 1906 vorgestellte Militärpatrone .30-06 Springfield.
Brenneke zog die damals mit mäßigem Erfolg von ihm entwickelte 8×64-mm-Patrone auf 7 mm ein und stellte die neue Patrone als 7 × 64 mm vor. Die 7 × 64 mm hatte im Vergleich zur 7 × 57 mm einen höheren Gebrauchsgasdruck. Daher fliegen die Geschosse etwa zehn Prozent schneller als bei der 7 × 57 mm und haben eine höhere Reichweite. Nicht selten wurde die 7 × 64 mm damals als „Wunderkaliber“ bezeichnet, da bereits in den 1930er-Jahren mehrere Dutzend verschiedener Laborierungen auf dem deutschen Markt verfügbar waren.

## Heute
Auch heute noch ist die 7 × 64 mm eine der am häufigsten geführten Büchsenpatronen im mitteleuropäischen Raum. Der Umstand, dass zivilgenutzte Militärpatronen wie die .308 Winchester, 7 × 57 mm oder die 7,92 × 57 mm in einigen europäischen Staaten verboten sind, förderte die Verbreitung der 7 × 64 mm sehr.
Die zahlreich angebotenen Laborierungen, die das Einsatzgebiet der 7 × 64 mm erweitern, sind auch heute noch ein Grund für die Anschaffung einer Waffe dieses Kalibers: Mit leichteren Geschossen wird Rehwild und Gams, mit schwereren Rot- und Schwarzwild gejagt.

## Vergleichbares Kaliber
Das amerikanische Kaliber .270 Winchester folgt einem der 7 × 64 mm ähnlichen Konzept.